# Râul Izvorul Călugărului, Bălăneasa
Râul Izvorul Călugărului este un curs de apă, afluent al râului Bălăneasa. 

## Hărți
- Harta Județului Buzăului